# スナック幸子
『スナック幸子』（スナックさちこ）は、フジテレビオンデマンド (FOD) で2016年5月26日から配信されている、FODオリジナルのトークバラエティ番組である

## 概要
様々な想いを抱えたお客様（ゲスト）が、ふらっと来店する謎のスナックが舞台。ママ・小林幸子と、マスター・小籔千豊が聞き役となり、訪れたお客様の思い出話や愚痴、自慢話など、喋って、笑って、飲んで、歌う番組。スナックを訪れたお客様は、思わぬ素顔を見せてしまい、帰る頃には、ちょっぴり“幸せ”な気分になれる秘密のスナック。

## 出演者
- スナックのママ：小林幸子
- マスター：小籔千豊

### 歴代ゲスト
| #   | 放送日               | ゲスト                                               |
| --- | -------------------- | ---------------------------------------------------- |
| 1.  | 2016年5月26日（木）  | 徳光和夫                                             |
| 2.  | 2016年7月7日（木）   | 高橋みなみ（AKB48）                                  |
| 3.  | 2016年8月31日（水）  | 田原総一朗                                           |
| 4.  | 2016年10月19日（水） | 大和悠河                                             |
| 5.  | 2016年11月10日（木） | ヒャダイン                                           |
| 6.  | 2016年12月14日（水） | 金村義明、ギャオス内藤                               |
| 7.  | 2017年1月23日（月）  | 青山テルマ                                           |
| 8.  | 2017年2月16日（木）  | 鈴木宗男                                             |
| 9.  | 2017年3月13日（月）  | 赤プル、春野恵、REINA 八つ橋てまり、小出真保、ななえ |
| 10. | 2017年4月26日（水）  | 峯岸みなみ（AKB48）                                  |
| 11. | 2017年5月24日（水）  | 小柳ルミ子                                           |
| 12. | 2017年8月29日（火）  | アレクサンダー&川崎希 夫妻                           |
| 13. | 2017年9月29日（金）  | 岩井志麻子、峰なゆか                                 |
| 14. | 2017年10月20日（金） | Fischer's（YouTuber）                                |
| 15. | 2017年11月21日（火） | 諸星和己、渡辺美奈代                                 |
| 16. | 2017年12月29日（金） | アルスマグナ                                         |
| 17. | 2018年02月26日       | 斉藤アリス、みちょぱ                                 |
| 18. | 2018年03月30日       | DJ和                                                 |
| 19. | 2018年05月30日       | s**t kingz                                           |
| 20. | 2018年06月29日       | 丸山佳里奈                                           |

## スタッフ
- 構成：永井ふわふわ
- 技術協力：fmt
- Special thanks to：Bar yutsura
- AD：田中智大
- プロデューサー：宝来隆信
- 演出：高橋健二、瀬戸宏章
- チーフプロデューサー：野村和生
- 制作：Big Face
- 制作著作：フジテレビ